# La Salamandre du désert
Pour plus de détails, voir Fiche technique et Distribution.
La Salamandre du désert (La salamandra del deserto) est un peplum hispano-israélo-ouest-germano-italien réalisé par Riccardo Freda et sorti en 1970.

## Synopsis
Tamar, amoureuse de Judas, est contrainte par ce dernier à épouser son fils Er. Elle révèle à son époux son amour pour son beau-père. Er s'enfuit et meurt d'une chute de cheval. selon les lois de la tribu, Tamar doit alors épouser le frère de Er, Onan, mais devant le refus de Tamar, celui-ci se suicide.

## Fiche technique
Sauf indication contraire, les informations mentionnées dans cette section peuvent être confirmées par la base de données cinématographiques IMDb,  présente dans la section « Liens externes ».
- Titre français : La Salamandre du désert[2]
- Titre original : La salamandra del deserto[3]
- Titre allemand : In der Glut des Mittags[4]
- Titre hébreu : תמר אשת ער, Tamar Eshet Er
- Titre espagnol : La salamandra del desierto
- Réalisation : Riccardo Freda
- Scénario : Ygal Mossenson, Riccardo Freda
- Photographie : Peter Baumgartner
- Montage : Brigitte Miethke, Bruno Mattei
- Musique : Gianfranco Plenizio, Walter Baumgartner
- Production : Erwin-C. Dietrich, Alexander Hacohen, Margot Klausner, Amatsia Hiuni, Giuseppe Maggi, Maria-Angel Coma-Borras
- Sociétés de production : Urania Film (Berlin), Filmar Compagnia Cinematografica (Rome), Tamar Films (Tel Aviv[4]), Hispamer Films (Madrid)
- Pays de production :  Allemagne de l'Ouest -  Italie -  Israël -  Espagne
- Langue de tournage : italien
- Format : Couleur - 2,35:1 - Son mono - 35 mm
- Durée : 85 minutes (1h25)[3]
- Genre : Péplum, Drame biblique[2], film épique
- Dates de sortie :
  - Allemagne de l'Ouest : 25 septembre 1970
  - Israël : 1970
  - France : 25 janvier 1978[2]

## Distribution
- Michael Maien (de) : Onan
- Claudia Wedekind (de) : Tamar
- Ettore Manni : Judas[5]
- Joseph Shiloach : Simon[5]
- Léa Nanni : Dina[5]
- Sabi Dorr (de)

## Critiques
Dans The Jerusalem Post du 13 décembre 1972, le film est qualifié de série B. Il est remarqué que le scénariste a pris des libertés avec le récit biblique, en particulier lorsque Tamar tombe amoureuse de son futur beau-père Judas. Ensuite, le critique est encore plus dur : l'un des plus pauvres (poorest) films bibliques ; le script est sans vie ; la réalisation manque d'inspiration ; à part Joseph Shiloah, qui interprète Simon, le violent frère de Dina, les acteurs sont peu expressifs ; enfin la prise de vue est sombre, voire obscure.